# Family Fun Fitness

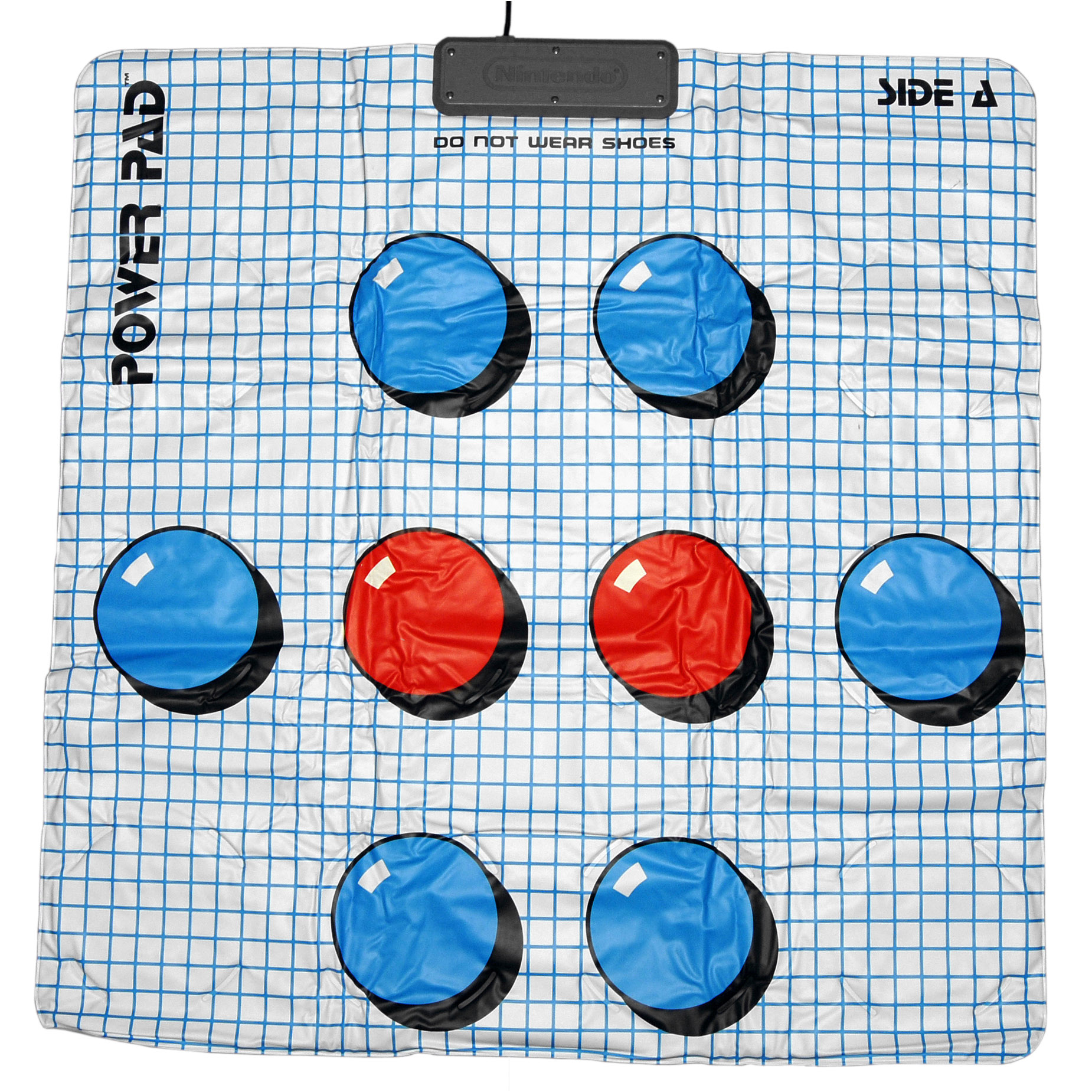
Widok maty z lotu ptaka

Family Fun Fitness (nazwa europejska; w Japonii znana pod nazwą Family Trainer, w USA jako Power Pad) – winylowa mata wykorzystywana w kilku grach komputerowych wydanych na konsolę Nintendo Entertainment System. Została zaprojektowana przez firmy Bandai i Nintendo na przełomie 1987 i 1988 roku oraz wydana w Japonii przez firmę Bandai.
Gry kompatybilne:
- Athletic World
- Dance Aerobics
- Short Order/Eggsplode
- Stadium Events/World Class Track Meet
- Street Cop
- Super Team Games